# 奥莫佐斯
奥莫佐斯（希臘語：Όμοδος）是塞浦路斯利马索尔区的一个村庄，位于特罗多斯山脉上，距离尼科西亚80公里。该村庄出产葡萄酒，每年八月份举办葡萄酒节。村庄内有鹅卵石小径和一座建于17世纪的修道院，以及一些餐馆、传统的希腊式小餐馆、酒吧和出售本地葡萄酒的专卖店。

## 图集

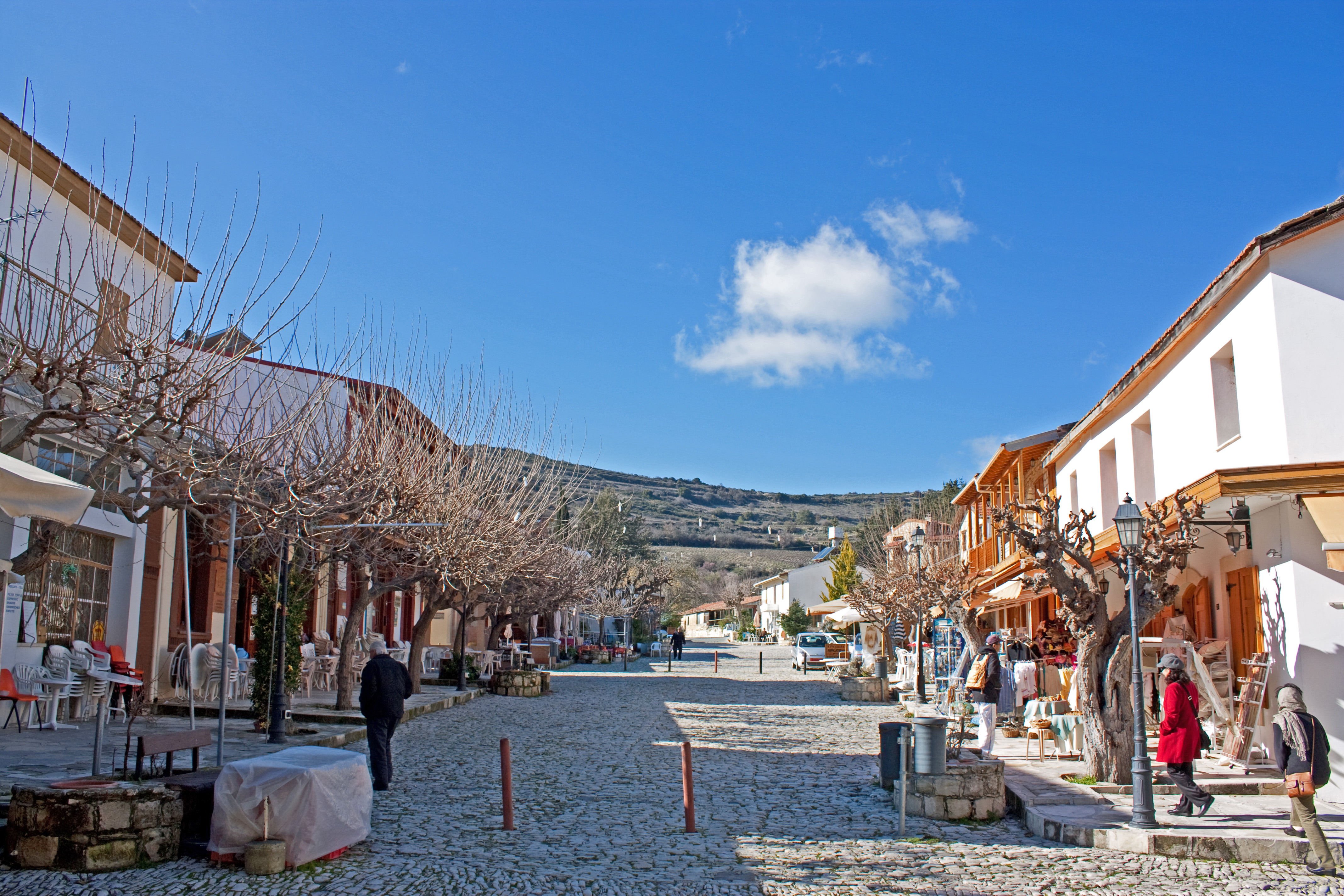
小广场
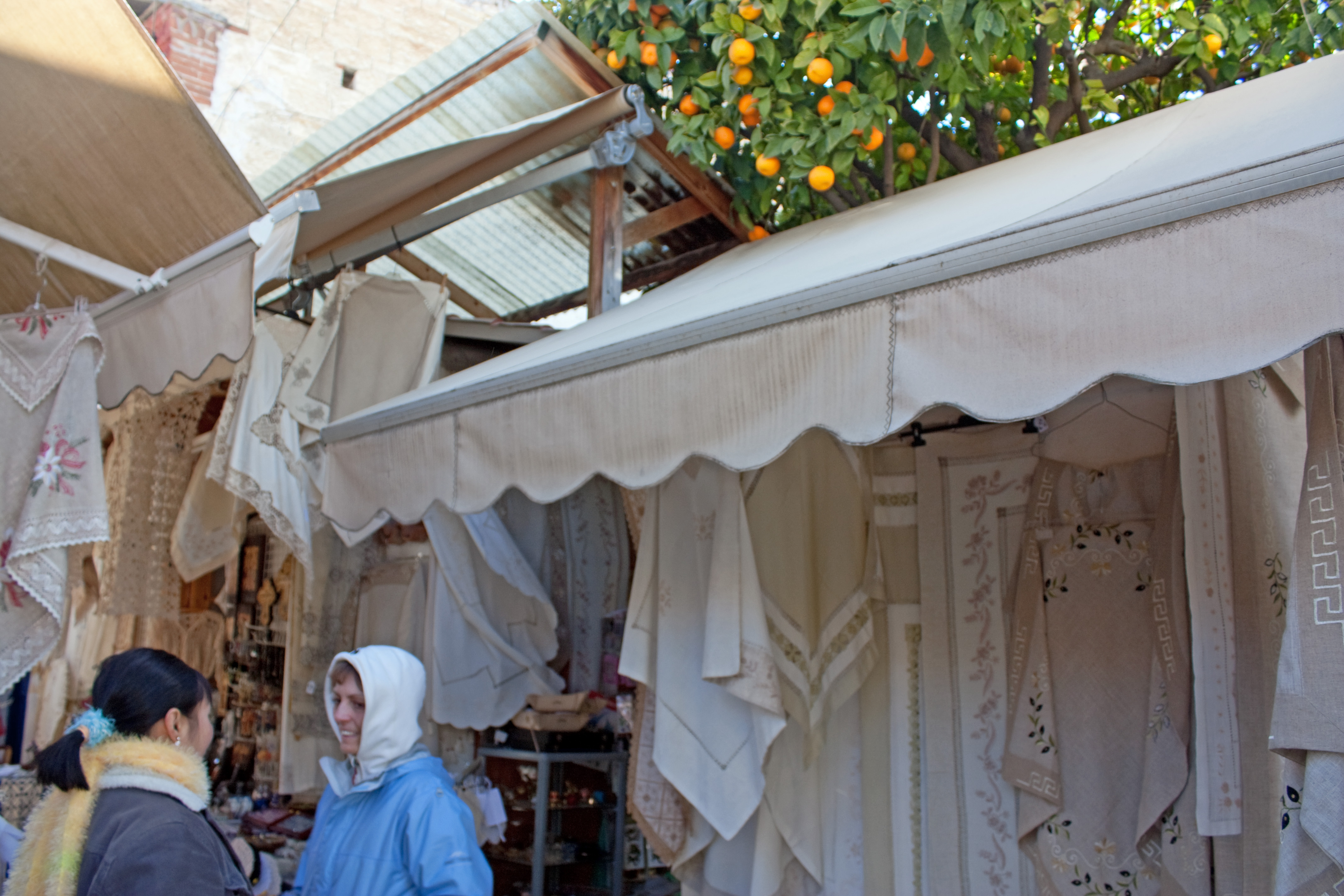
本地特产商店
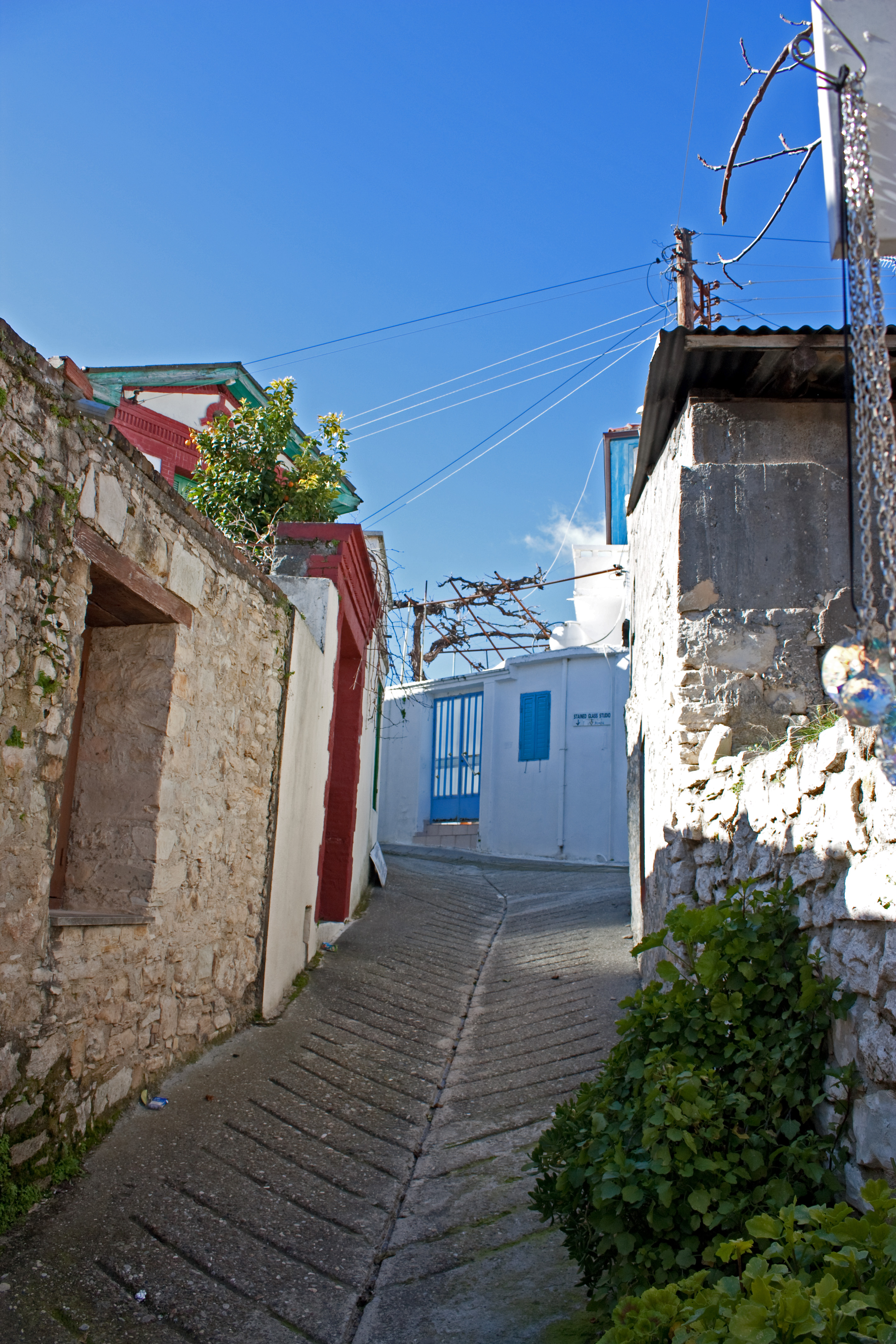
村内小街
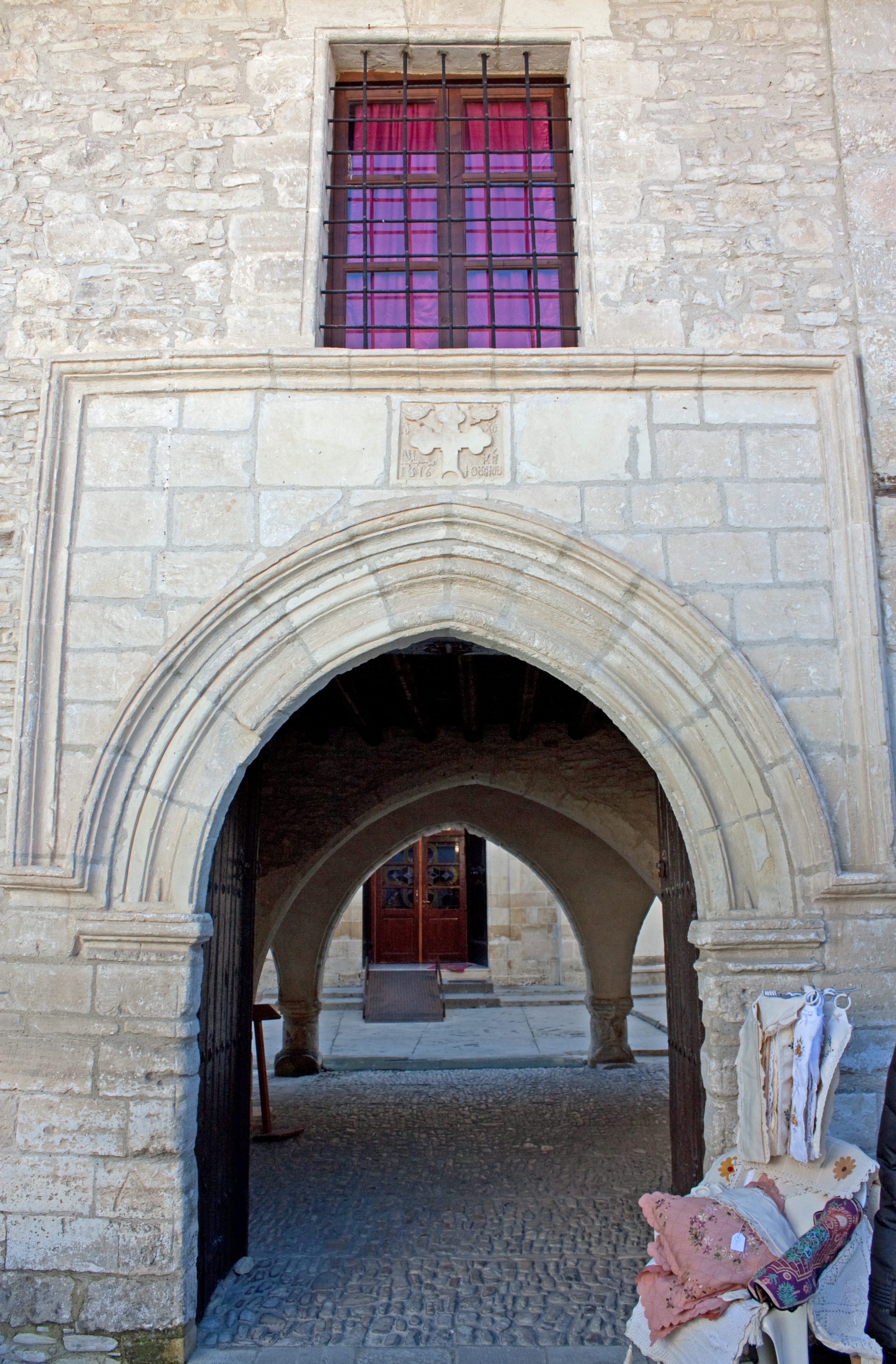
门洞
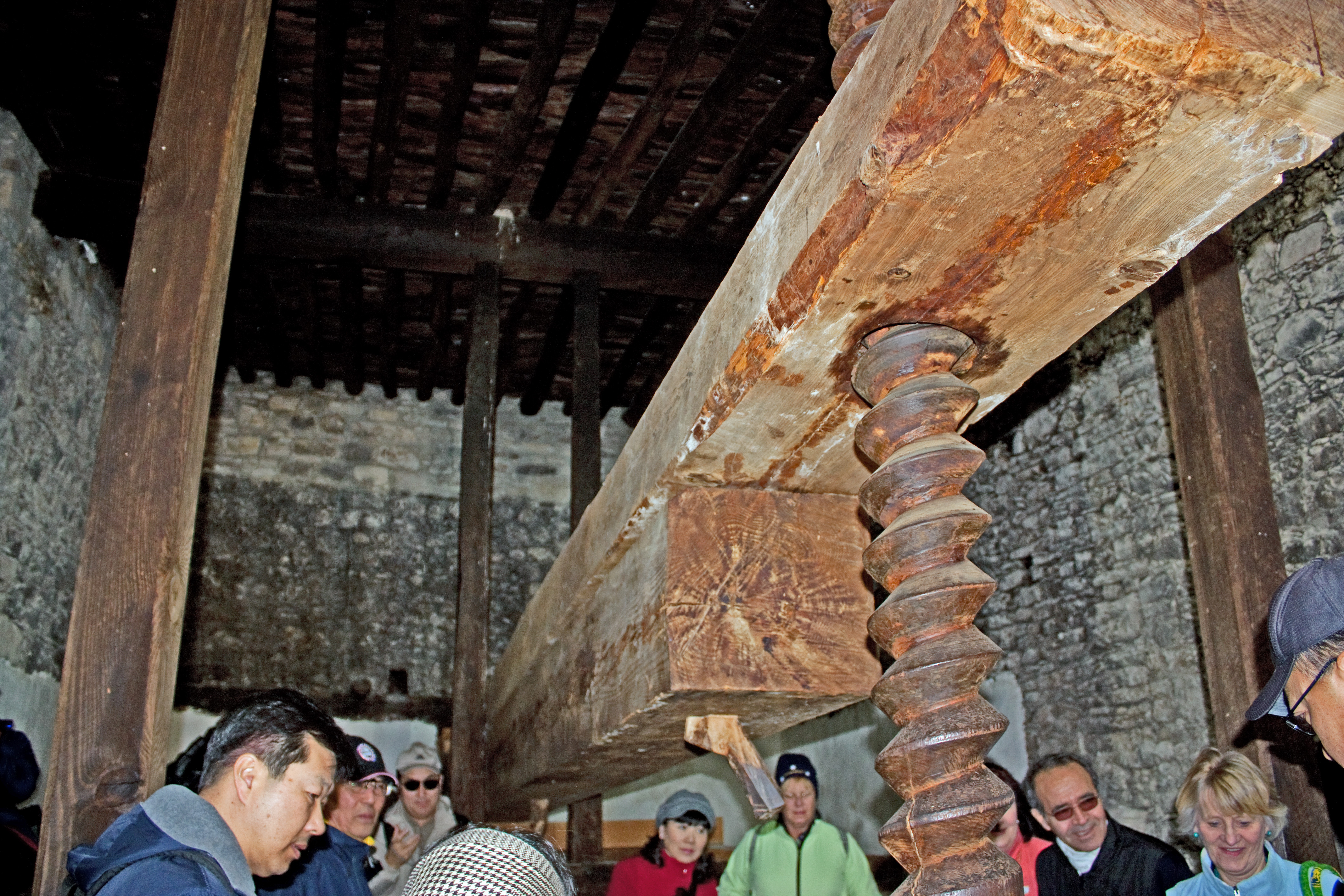
传统酿酒作坊
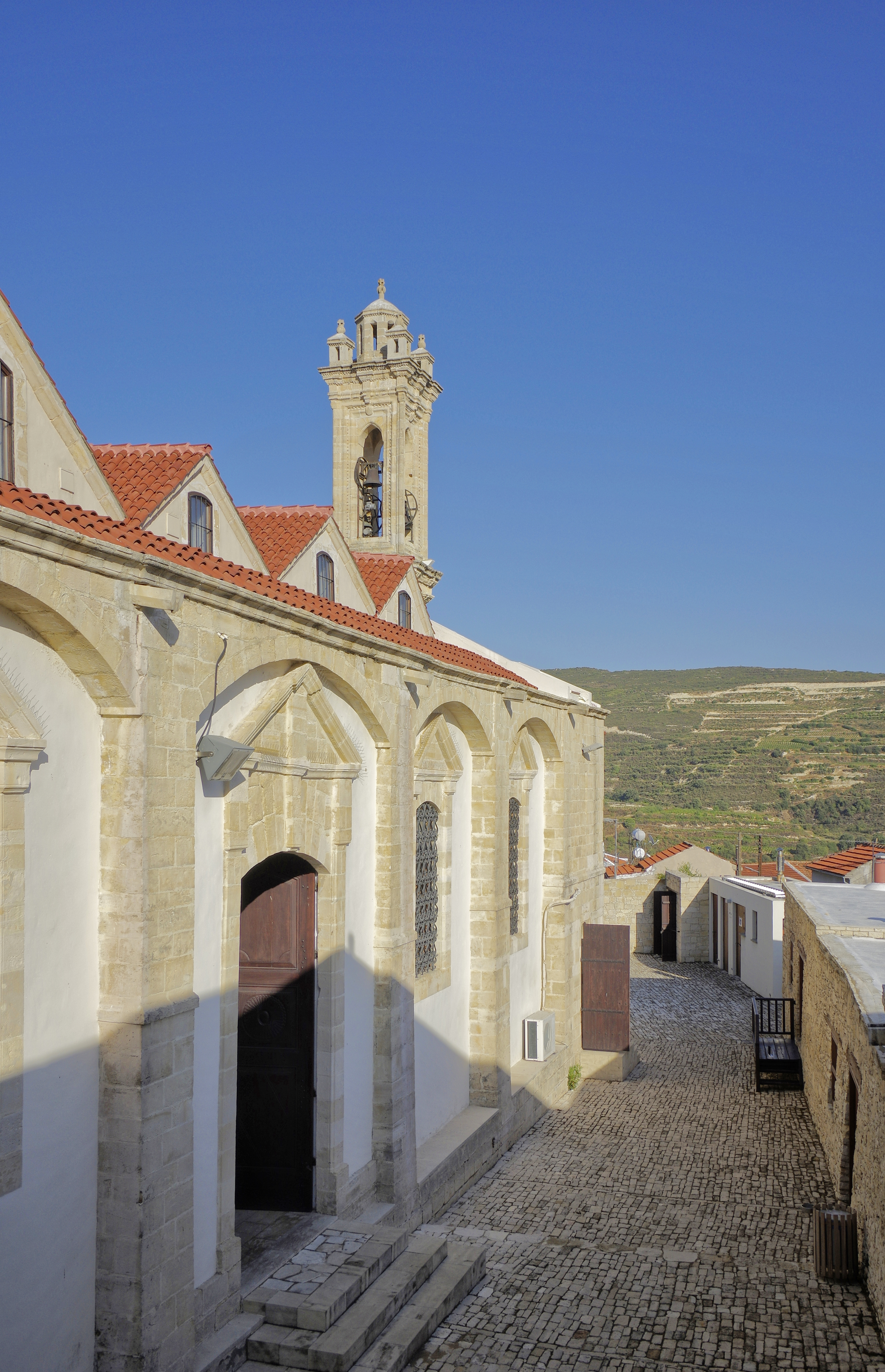
修道院外墙
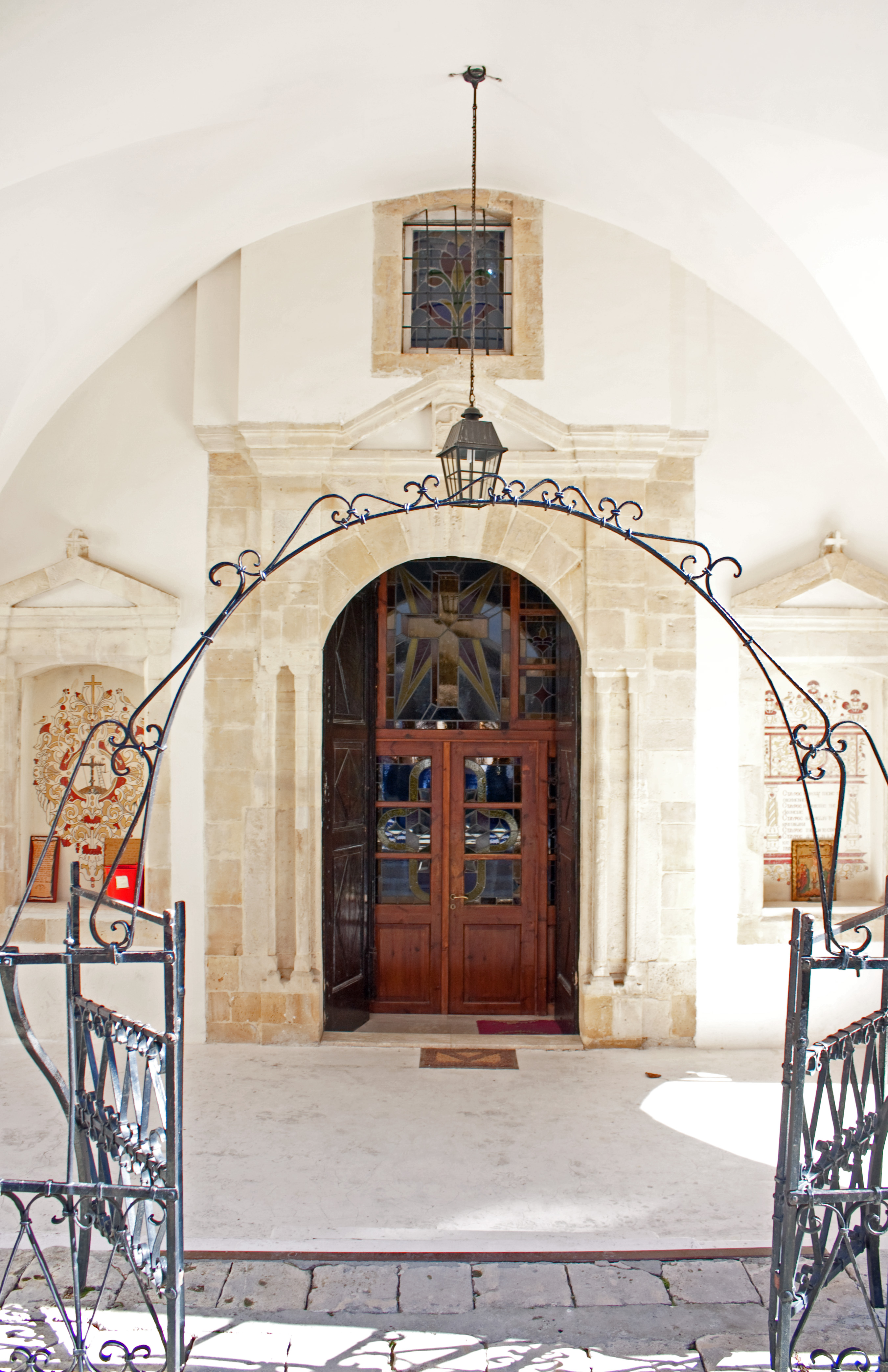
修道院大门
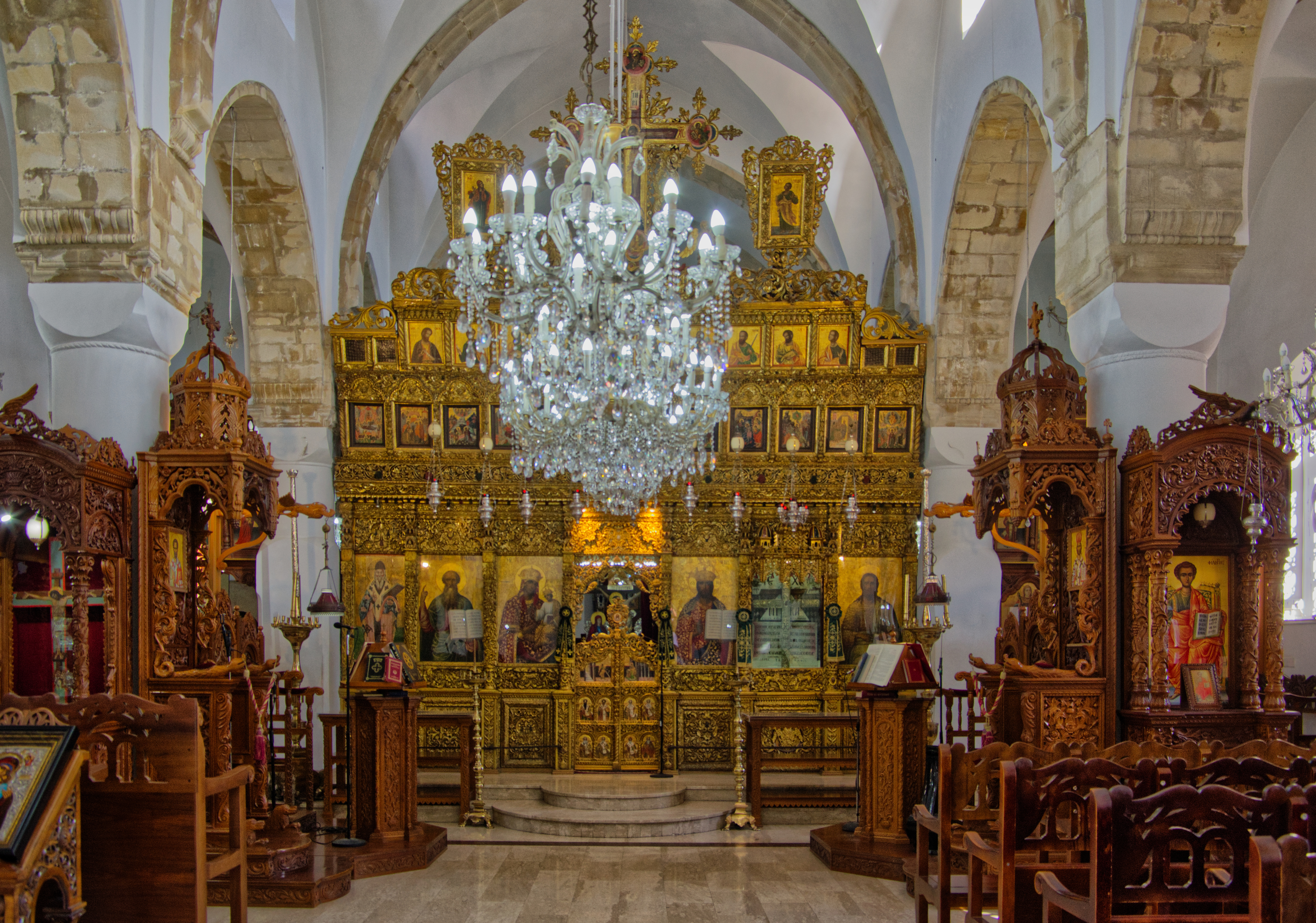
圣十字教堂内景